# Pătârlagele
Pătârlagele (også stavet Pătîrlagele; rumænsk udtale: pətɨrˈlad͡ʒele) er en by i distriktet  Buzău,  Muntenien i Rumænien.
Byen har 6.276 (2021) indbyggere.

## Geografi
Pătârlagele ligger i den vestlige del af distriktet, langs nationalvejen DN10, der forbinder Buzău og Brașov. Den ligger i Pătârlagele-sænkningen, mellem Karpaterne og de subkarpatiske bakker.
Byen administrerer fjorten landsbyer: Calea Chiojdului, Crâng, Fundăturile, Gornet, Lunca, Mănăstirea, Mărunțișu, Mușcel, Poienile, Sibiciu de Sus, Stroești, Valea Lupului, Valea Sibiciului og Valea Viei.

## Historie
Pătârlagele blev sandsynligvis grundlagt i det 12. århundrede. De første skriftlige optegnelser stammer fra 1524 til 1527. Navnet har en uklar oprindelse; en teori er, at det har forbindelse med at der i det 13. århundrede lå en lejr for riddere af den Tyske Orden fra Burzenland her.
Byen ligger hvor flere veje, der fører til de omkringliggende bjerge krydser, og udviklede sig til et lokalt handelscentrum. I 2004 blev Pătârlagele erklæret for en by.